# Yu Hua (auteur)
Yu Hua (Hangzhou, 3 april 1960) is een Chinees schrijver die tot de Chinese avant-garde wordt gerekend. Zijn werk is verfilmd en in vele talen vertaald en Yu heeft in China en in het buitenland verschillende literaire prijzen gewonnen. Een kenmerk van zijn werk zijn de expliciete beschrijvingen van geweld.
Yu Hua werd in 1960 geboren in Hangzhou in de provincie Zhejiang. Zijn beide ouders waren arts en Yu Hua groeide op op het terrein van een ziekenhuis, tegenover het mortuarium. Yu Hua's jeugd werd getekend door de Culturele Revolutie: de meeste boeken waren verboden, waardoor hij op school alleen het Rode Boekje met citaten van Mao Zedong en de verzamelde werken van Lu Xun te lezen had. Als hij eens een ander boek in handen kreeg, ontbraken daarin vaak pagina's, zodat hij het begin of het einde er zelf bij moest verzinnen.
Yu Hua werkte vijf jaar als tandarts, maar stopte hier uiteindelijk mee, omdat hij 'er genoeg van had om de hele dag in monden te kijken'. In 1984 begon hij met schrijven, naar eigen zeggen omdat hij zag dat mensen die bij het cultureel centrum werkten een luizenbaantje hadden.
Yu beschrijft veel geweld in zijn werk. Naar eigen zeggen is dit de invloed die de gewelddadigheden van de Culturele Revolutie op hem hebben gehad, maar tegelijk ook het geweld dat in een andere vorm nog steeds doorgaat in China. Veel van zijn werken spelen zich deels of geheel af tijdens de Culturele Revolutie en beschrijven de vreselijke ervaringen van mensen in die periode.
Yu's roman Leven! (活着 Huózhe, 1993), over een man die eerst zijn geld verliest door zijn gokverslaving, vervolgens ontberingen meemaakt in het leger tijdens de Chinese burgeroorlog, en uiteindelijk door verschillende rampen, ongelukken en politieke schokgolven zijn hele familie kwijtraakt, werd in 1994 door Zhang Yimou verfilmd als To Live, met in de hoofdrollen Gong Li en Ge You. De film werd in China verboden, maar won internationaal verschillende prijzen.

## In het Nederlands vertaalde romans
- Leven! (活着 Huózhe), vertaald door Elly Hagenaar (Breda: De Geus, 1995). Verfilmd door Zhang Yimou als To Live (1994).
- De bloedverkoper (许三观卖血记 Xǔ Sānguān mài xuě jì), vertaald door Martine Torfs (Breda: De Geus, 2004).
- Broers (兄弟 Xiōngdì), vertaald door Jan De Meyer (Breda: De Geus, 2012).
- De zevende dag (第七天 Dì-qī tiān), vertaald door Jan De Meyer (Amsterdam: De Geus, 2016).

- Bibsys: 3104591
- Biblioteca Nacional de España: XX4832506
- Bibliothèque nationale de France: cb12470438c (data)
- Catàleg d'autoritats de noms i títols de Catalunya: 981058512847906706
- CiNii: DA06544318
- Gemeinsame Normdatei: 118177265
- International Standard Name Identifier: 0000 0000 8380 8435
- Library of Congress Control Number: nr91032796
- Bibliotheek van het Japanse parlement: 00662915
- Nationale Bibliotheek van Tsjechië: kup20030000116567
- Nationale bibliotheek van Australië: 36694438
- Nationale Bibliotheek van Israël: 987007295796105171
- Nederlandse Thesaurus van Auteursnamen: 120510634
- Réseau des bibliothèques de Suisse occidentale: 02-A000180012
- Istituto Centrale per il Catalogo Unico: LO1V162808
- Système universitaire de documentation: 033893438
- Virtual International Authority File: 49324121
- WorldCat: E39PBJvXjjdpGCHMf8bvwbTbVC